# Departamento Banda
Das Departamento Banda liegt im westlichen Zentrum der Provinz Santiago del Estero im Nordwesten Argentiniens und ist eine von 27 Verwaltungseinheiten der Provinz.
Es grenzt im Norden an das Departamento Jiménez, im Osten an das Departamento Figueroa, im Süden an die Departamentos Robles und Capital und im Westen an das Departamento Río Hondo.
Die Hauptstadt des Departamento Banda ist La Banda am Río Dulce. Sie liegt 8 km von der Provinzhauptstadt Santiago del Estero entfernt und 1.180 km von Buenos Aires. Die Fläche von 3.597 km² entspricht 2,6 Prozent der Gesamtfläche der Provinz und die Einwohnerzahl von 128.387 Einwohnern (INDEC,2001) 15,95 Prozent der Provinzbevölkerung.

## Bevölkerung
Nach Schätzungen des INDEC stieg die Einwohnerzahl des Departamento Banda von 128.387 Einwohnern (2001) auf 134.205 Einwohner im Jahre 2005.

## Städte und Gemeinden
Das Departamento Banda ist in folgende Gemeinden aufgeteilt:
- Antaje
- Ardiles
- Cañada Escobar
- Chaupi Pozo
- Clodomira
- La Aurora
- La Dársena
- Los Quiroga
- Simbolar

## Wirtschaft
Im Departamento Banda widmet man sich, neben der Viehzucht, in der Landwirtschaft dem Anbau von Baumwolle, Kartoffeln und Süßkartoffeln, Zwiebeln, Mais, Tomaten, Weizen und Zapallo. Außerdem wird Speisesalz gewonnen.